# 俄罗斯人口

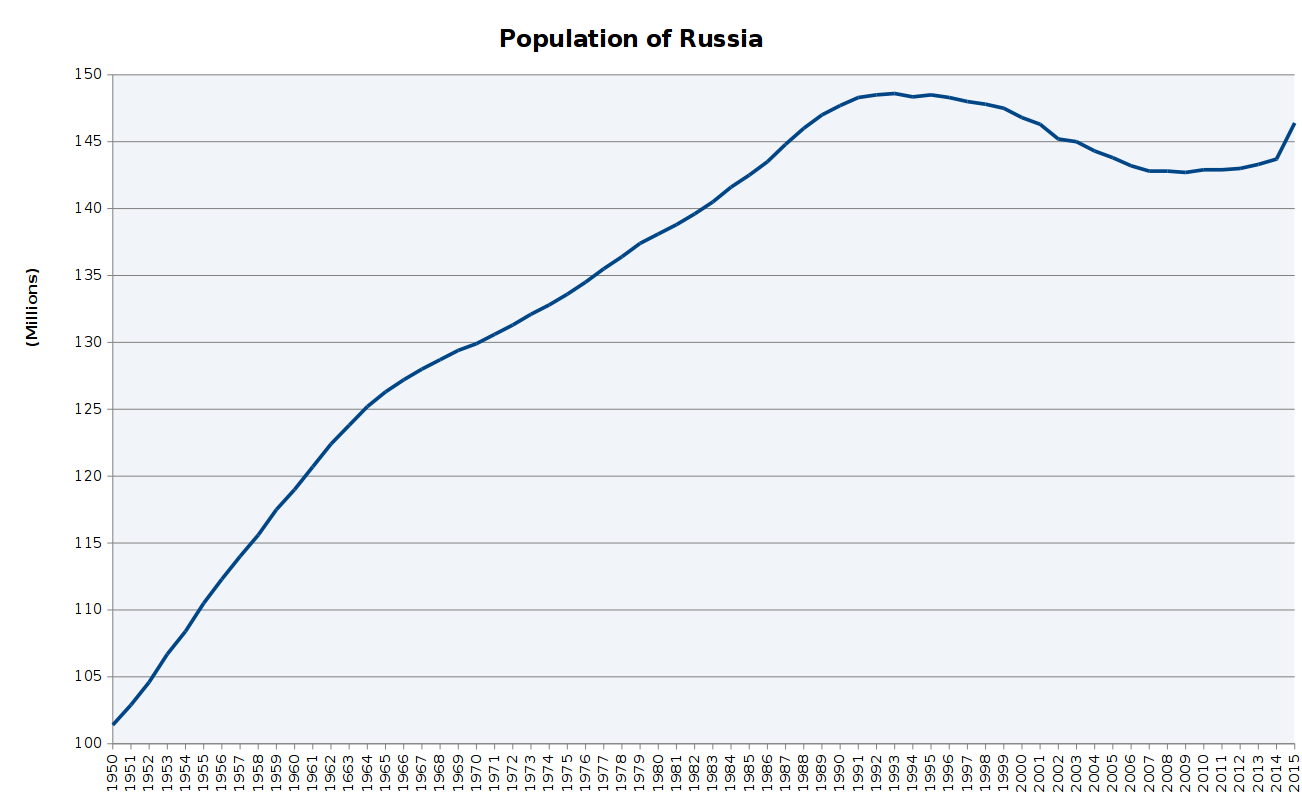
1950年到2011年的俄羅斯人口變化圖 (单位：百万人）

截至2020年1月2日俄羅斯人口146,801,931人（包含克里米亞） ，而俄羅斯土地面積約1,700萬平方公里。人口密度約每平方公里9人，是世界上人口最稀疏的國家之一。多數人口集中在都會地區。
俄羅斯人口於苏联解体前的1991年時達到最高點，當時人口為148,689,000，隨後則進入十多年的人口負成長，每年大約減少0.5%的人口，主因為生育率下降及大量移民至他國 。
至2000年代後期人口減少趨緩，2009年俄羅斯人口15年來首次回到正增長，該年增加23,300人。

## 数量
俄罗斯帝国第一次人口普查于1897年进行，并统计出当时人口为（依1992年时疆域面积）6747万3千人。此后举行的几次调查结果如下：

## 语言
因地域广袤且民族众多，俄罗斯公民所使用的语言和方言超过100种，分属印欧语系、阿尔泰语系、乌拉尔语系、高加索语系和古西伯利亚语言。而其中最常用的几种交流用语则是印欧语系的俄语、乌克兰语、白俄罗斯语、德语，阿尔泰语系的鞑靼语、楚瓦什语，乌拉尔语系的乌德穆尔特语、马里语；其中俄语为大约1亿1千万人的母语（约占俄罗斯人口的79%）。

## 宗教
俄羅斯宗教中，因俄羅斯憲法保障宗教自由，不設國教，民眾各自有信仰，其主要宗教包括了基督宗教（主要為東正教，少數為天主教、新教等）、伊斯兰教和佛教等。根據2012年的調查，俄國人口中共有基督徒48.3%（俄羅斯正教會信徒佔人口41%，其他東正教教派1.5%，無宗派基督徒4.1%，天主教、新教與其他宗派基督徒1.7%），無信仰或不明確宗教信仰38%（無固定信仰或不可知主義者25%，無神論13%），伊斯蘭教6.5%，薩滿、騰格里與民間信仰1.2%，藏傳佛教0.5%，不表態5.5%。

## 分布

俄羅斯人口密度

俄罗斯大部分人口集中居住于北至圣彼得堡，南至新罗西斯克，东至伊尔库茨克，以这三个城市为顶点的三角地带中。拥有有利气候条件的三角地带向北则是大片的原始森林和长年冻土层，而向东南延伸则分布着沙漠和半沙漠地带。
西伯利亚占据俄罗斯大约3/4的国土，却居住少于1/4的人口。而位于俄罗斯国土欧洲部分则分布大量的都市以及居住着大量的人口。在这个地带有着俄罗斯最著名的城市以及传统的文化、工业中心。在南部乌拉尔地区，人口则集中在下塔吉尔和 马格尼托哥尔斯克这两个城市之间的地带。在西伯利亚地区，人口则主要集中于西伯利亚铁路两旁，这其中最著名的城市有新西伯利亚、鄂木斯克、克拉斯诺亚尔斯克和伊尔库茨克。
俄罗斯有12个城市人口超过100万，他们分别是：莫斯科、圣彼得堡、新西伯利亚、叶卡捷琳堡、下诺夫哥罗德、萨马拉、喀山、鄂木斯克、车里雅宾斯克、顿河畔罗斯托夫、伏尔加格勒和乌法。

## 民族组成

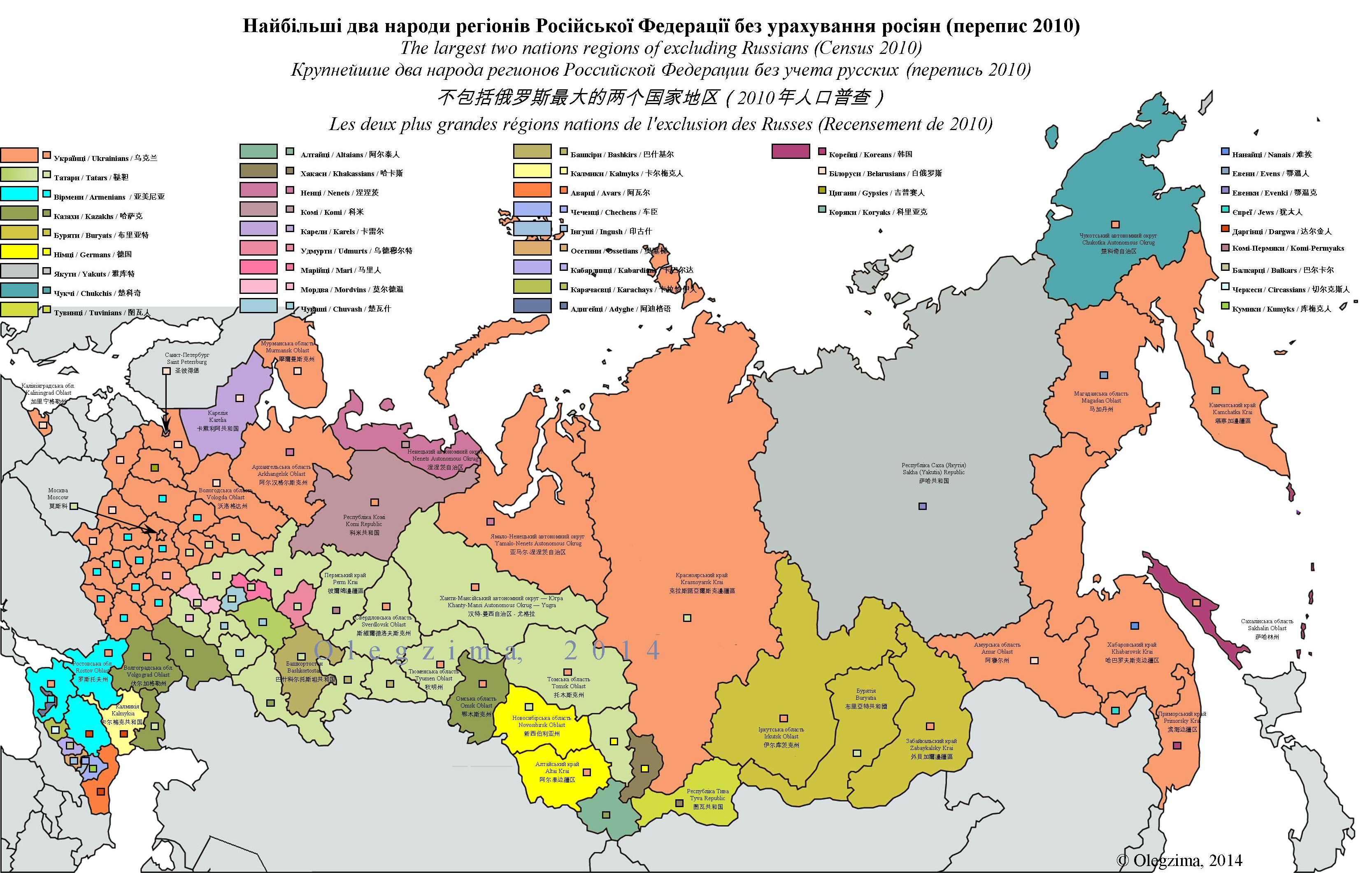
不含俄罗斯族的最多與次多民族（2010年人口普查）

俄罗斯是一个多民族国家，在其疆域领土内居住着超过180个民族的人民。
| 民族       | 1939年      | 1939年      | 1959年      | 1959年      | 1970年      | 1970年      | 1979年      | 1979年      | 1989年      | 1989年      | 2002年      | 2002年      | 2010年      | 2010年      |
| 民族       | 人數        | %           | 人數        | %           | 人數        | %           | 人數        | %           | 人數        | %           | 人數        | %           | 人數        | %           |
| ---------- | ----------- | ----------- | ----------- | ----------- | ----------- | ----------- | ----------- | ----------- | ----------- | ----------- | ----------- | ----------- | ----------- | ----------- |
| 俄羅斯人   | 90,306,276  | 82.5        | 97,863,579  | 83.3        | 107,747,630 | 82.8        | 113,521,881 | 82.6        | 119,865,946 | 81.5        | 115,889,107 | 79.8        | 111,016,896 | 77.7        |
| 韃靼人     | 3,901,835   | 3.6         | 4,074,253   | 3.5         | 4,755,061   | 3.7         | 5,005,757   | 3.6         | 5,522,096   | 3.8         | 5,554,601   | 3.8         | 5,310,649   | 3.7         |
| 烏克蘭人   | 3,359,184   | 3.1         | 3,359,083   | 2.9         | 3,345,885   | 2.6         | 3,657,647   | 2.7         | 4,362,872   | 3.0         | 2,942,961   | 2.0         | 1,927,988   | 1.3         |
| 巴什基爾人 | 824,679     | 0.8         | 953,801     | 0.8         | 1,180,913   | 0.9         | 1,290,994   | 0.9         | 1,345,273   | 0.9         | 1,673,389   | 1.2         | 1,584,554   | 1.1         |
| 楚瓦什人   | 1,346,501   | 1.2         | 1,436,218   | 1.2         | 1,637,028   | 1.3         | 1,689,847   | 1.2         | 1,773,645   | 1.2         | 1,637,094   | 1.1         | 1,435,872   | 1.0         |
| 車臣人     | 400,344     | 0.4         | 261,311     | 0.2         | 572,220     | 0.4         | 712,161     | 0.5         | 898,999     | 0.6         | 1,360,253   | 0.9         | 1,431,360   | 1.0         |
| 亞美尼亞人 | 218,156     | 0.2         | 255,978     | 0.2         | 298,718     | 0.2         | 364,570     | 0.3         | 532,390     | 0.4         | 1,130,491   | 0.8         | 1,182,388   | 0.8         |
| 阿瓦爾人   | 235,722     | 0.2         | 249,529     | 0.2         | 361,613     | 0.3         | 438,306     | 0.3         | 544,016     | 0.4         | 814,473     | 0.6         | 912,090     | 0.6         |
| 莫爾多瓦人 | 1,376,368   | 1.3         | 1,211,105   | 1.0         | 1,177,492   | 0.9         | 1,111,075   | 0.8         | 1,072,939   | 0.7         | 843,350     | 0.6         | 744,237     | 0.5         |
| 哈薩克人   | 356,646     | 0.3         | 382,431     | 0.3         | 477,820     | 0.4         | 518,060     | 0.4         | 635,865     | 0.4         | 653,962     | 0.5         | 647,732     | 0.5         |
| 未表明民族 | 24,128      | 0.0         | 2,463       | 0.0         | 12,867      | 0.0         | 316         | 0.0         | 15,513      | 0.0         | 1,460,751   | 1.0         | 5,629,429   | 3.9         |
| 總計       | 109,397,463 | 109,397,463 | 117,534,315 | 117,534,315 | 130,079,210 | 130,079,210 | 137,409,921 | 137,409,921 | 147,021,869 | 147,021,869 | 145,166,731 | 145,166,731 | 142,856,536 | 142,856,536 |

| 國籍       | 2002年      | 2002年      | 2010年      | 2010年      |
| 國籍       | 人數        | %           | 人數        | %           |
| ---------- | ----------- | ----------- | ----------- | ----------- |
| 俄羅斯     | 142,442,404 | 98.1        | 137,856,227 | 96.5        |
|            | 70,871      | 0.0         | 131,062     | 0.1         |
| 乌克兰     | 230,558     | 0.2         | 93,390      | 0.1         |
|            | 64,165      | 0.0         | 87,123      | 0.1         |
|            | 154,911     | 0.1         | 67,947      | 0.0         |
| 亞美尼亞   | 136,841     | 0.1         | 59,351      | 0.0         |
|            | 28,843      | 0.0         | 44,611      | 0.0         |
| 摩尔多瓦   | 50,988      | 0.0         | 33,884      | 0.0         |
| 中國       | 30,598      | 0.0         | 28,382      | 0.0         |
|            | 69,472      | 0.0         | 28,060      | 0.0         |
| 無國籍     | 429,891     | 0.3         | 178,245     | 0.1         |
| 未表明國籍 | 1,269,023   | 0.9         | 4,135,071   | 2.9         |
| 總計       | 145,166,731 | 145,166,731 | 142,856,536 | 142,856,536 |

## 统计
根据俄罗斯联邦统计局的统计：
- 出生率：2006年全俄总共新生147万9600人，相比2005年增加了2万2300人，出生率10.4‰ 。

- 死亡率：2006年全俄总共死亡216万6700人，与2005年相比减少了13万7200人，死亡率15.2‰ 。

### 近年俄罗斯人口死亡率
死亡人口数量 (单位：千人):
- 2002 年 — 2 332
- 2003 年 — 2 366
- 2004 年 — 2 295
- 2005 年 — 2 304
- 2006 年 — 2 166

人口死亡率(每千人)：
- 2002 年 — 16,2
- 2003 年 — 16,4
- 2004 年 — 16,0
- 2005 年 — 16,1
- 2006 年 — 15,2

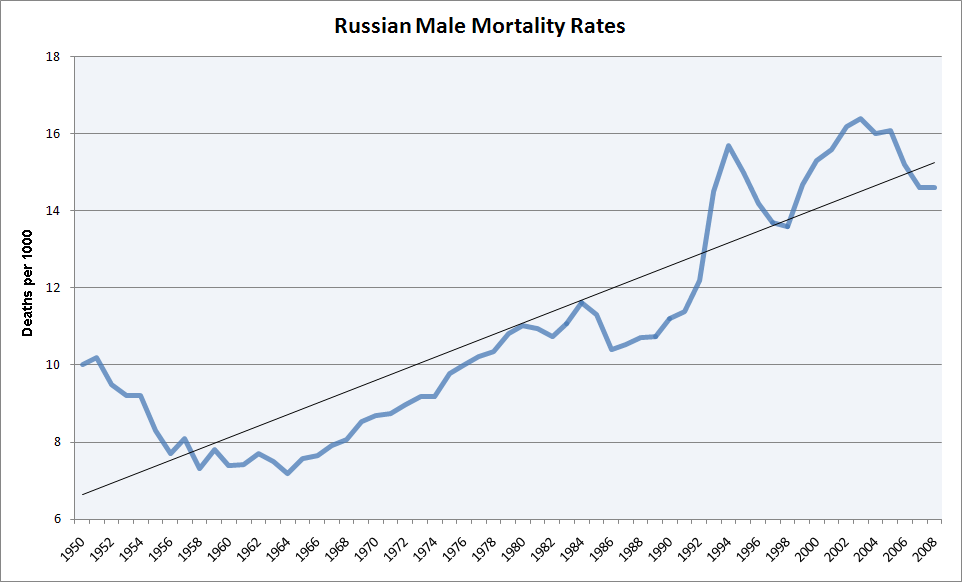
1950年后在苏联以及俄罗斯联邦内人口死亡率列表

较欧洲人口死亡率平均水平，俄罗斯成年男性死亡率高于欧洲10倍，成年女性高于欧洲4倍，儿童死亡率高于欧洲平均水准的2倍，而每千人新生婴儿在满周岁前的死亡率是10.2。 

### 近年俄罗斯人口出生率
出生人口数量（单位:千人）：
- 2002 年—1397,0
- 2003 年—1477,3
- 2004 年—1502,5
- 2005 年—1457,2
- 2006 年—1476,0

人口出生率（每千人）：
- 2002年 — 9,7
- 2003年 — 10,2
- 2004年 — 10,4
- 2005年 — 10,2
- 2006年 — 10,4

### 人均预期寿命
最近半个世纪以来，俄罗斯人均预期寿命不断下降。1966年俄罗斯人均预期寿命曾经达到过69.5岁（男 64.3岁，女73.4岁），1985年6月的统计为69.3岁（男63.8岁，女74.0岁）。但在1994年却降到了63.9岁（男57.5岁，女71.1岁）。90年代末开始恢复，但到2004年也只有65.3岁（男 58.9岁，女72.3），尚未达到38年前的水平。随着俄罗斯经济情况好转，政府加大医疗卫生业的投入，2012年俄罗斯的预期已达69.85岁（男 64.04岁，女 76.02岁)，超过了1966年的最高值。

## 俄罗斯人口情况

### 状况
如今的俄罗斯人口状况可以归结为以下几点：
1. 生育观念的改变，主张只生育一胎的观点占据了上风。
2. 俄罗斯原住民持续的人口负增长引起了俄罗斯族人对本族将来命运的不安(但穆斯林人口持續成長)。
3. 人口负增长不仅仅出现在发达的中央联邦管区与乌拉尔地区，同样也出现在了远东地区与西伯利亚地区。
4. 人口老龄化现象迅速，影响到了人口潜力的发掘。
5. 人口死亡率的增长和健康状况的恶化，从而引起人均寿命的降低。
6. 地方保护主义政策的影响，移民政策的落实较为困难。

### 影响
- 由于人口减少，目前俄罗斯劳动力短缺达到1000万，而俄國的薪水不高，民族也自成一格影響移民意願，会在一定程度上拖累俄罗斯的经济发展。其中远东和西伯利亚地区的石油、天然气和木材等天然资源开发领域，劳动力短缺近50％。[23]
- 苏联解体后，由于东西部经济发展极度不平衡，居住在远东和西伯利亚的俄罗斯人大批向西流动。据统计，在最近10年里，北极地区人口下降了40％以上，西伯利亚地区已有1.1万个村庄和290座城市消失。在接下来的10年里，可能还有数千个居民点面临相同情況。
- 出生率下降也导致俄军兵源不足，并且由于数量不足，俄各地兵役部门为完成征兵指标，将不合格的兵员送入兵营，从而导致兵员的质素下降。
- 人口下降还影响了俄罗斯的民族构成。目前，俄罗斯全国穆斯林人口约占总人口的12％－18％。有预测说，到本世纪中叶，俄穆斯林人口将达到全国总人口的1／4。
- 俄罗斯人也担心自己的科技实力。有文章称，到2009年，俄全国有140万名中学毕业生，而仅计划免费招生的教育机构的名额就有170万，各地的入学考试也就失去了意义。由此带来的后果是人才体制的破坏，教育质素和人才品質的降低，从而使俄罗斯的科技水準进一步下降。
- 2024年9月25日，一项禁止无儿童宣传的法律草案提交给俄罗斯国家杜马，该法案规定，将对拒绝生育的宣传行为给予行政处罚。10月17日在国杜马通过一读[24]。

## 预测和观点
- 官方数据显示，俄已经连续15年每年人口缩减60万至90万人；2007年，俄常住居民数量还将缩减70万。
- 专家预测，如果俄罗斯居民自然死亡率在近期不下降的话，到本世纪末，俄罗斯人口可能从目前的1.5亿人锐减到6000万至6500万人。目前新一代俄罗斯人只能更替上一代人的60％。
- 数据表示：“在世界范围内，人口出生率是死亡率的2.6倍，而俄罗斯则是每分钟有3人出生，5人死亡。据联合国预计，到本世纪中叶，也门的人口可能超过俄罗斯。
- 俄罗斯的出生率低于欧洲平均水平，与德国、希腊、意大利等国相差无几。然而死亡率却能与非洲相比。按欧盟的统计，目前有18个欧洲国家出现人口负增长的现象，但除俄罗斯外都能保持出生率和死亡率的平衡。
- 有观点认为，倘若人口危机不加以遏制，俄罗斯民族主义浪潮将日益严重。